# 莫凡彼冰淇淋

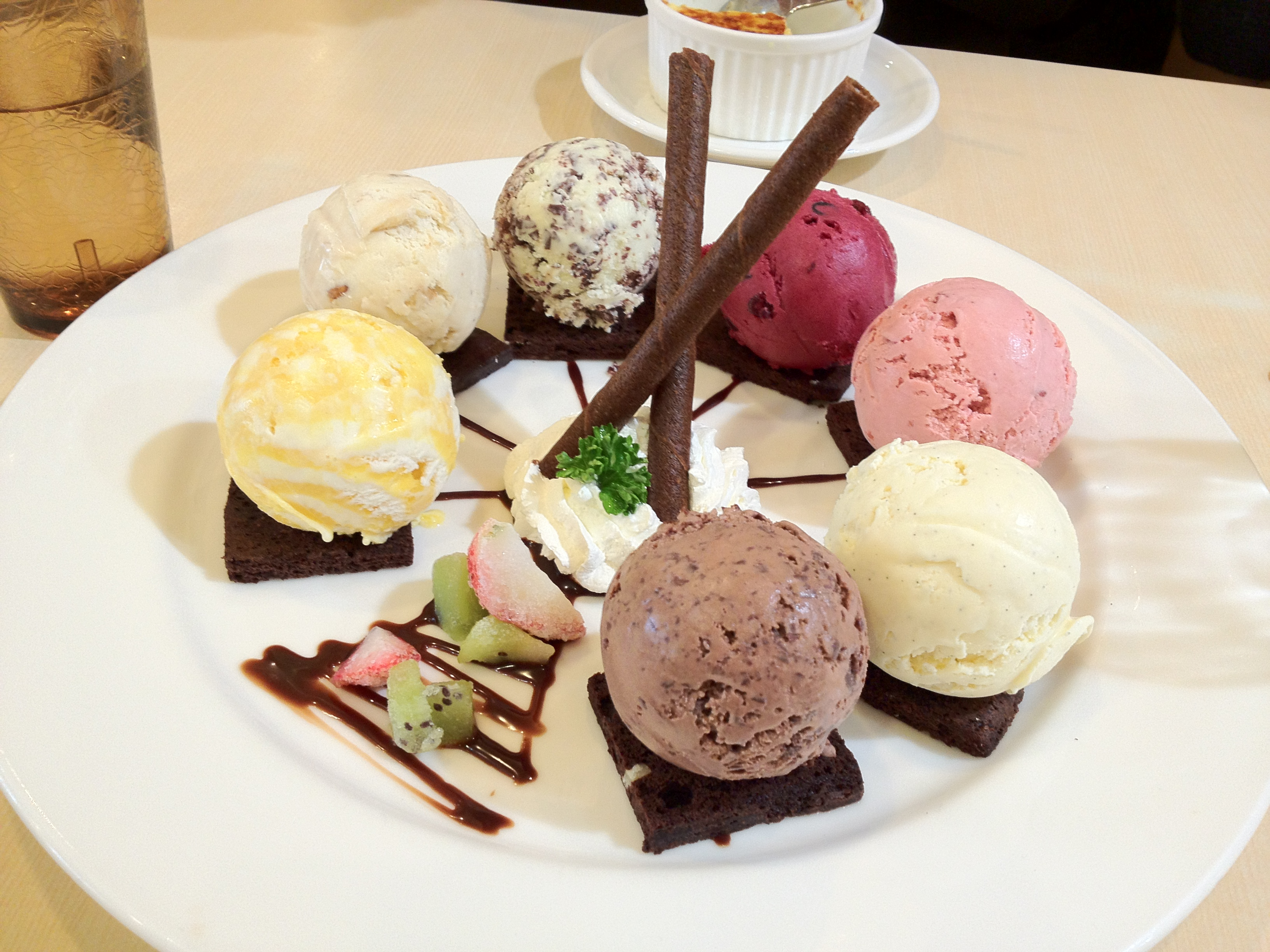
各種口味的莫凡彼冰淇淋

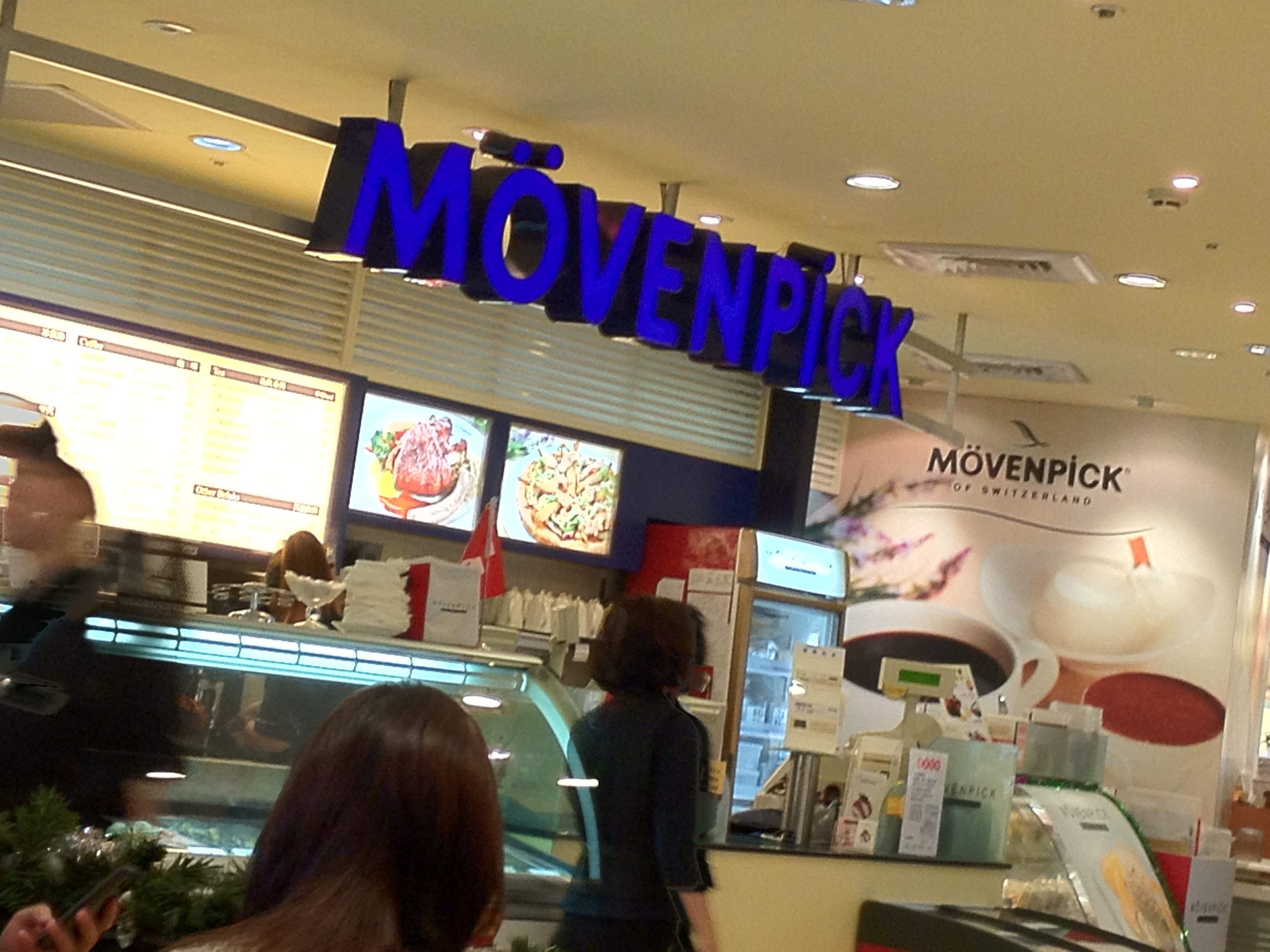
莫凡彼冰淇淋在台灣的分店

莫凡彼冰淇淋（德語：Mövenpick）是雀巢旗下冰淇淋品牌之一，創辦人為Ueli Prager。除了販售冰淇淋之外，亦以經營星級旅館與連鎖餐廳聞名。

## 歷史
烏里·普拉格於1948年7月19日在蘇黎世開設了第一家莫凡彼餐廳。1958年，在瑞士已有八家餐館，普拉格持續擔任莫凡彼集團的運營經理，現稱莫凡彼飯店，直到1991年。
在1960年代前，莫凡彼冰淇淋一直由莫凡彼集團生產，僅供餐廳銷售，其中比爾桑工廠建於1972年，現在生產已經轉移到了羅爾沙赫一個更大的單位。
2003年4月，雀巢向瑞士莫凡彼酒店集團買下莫凡彼冰淇淋的國際權利，並創建了名為瑞士頂級冰淇淋（Swiss Premium Ice Cream）的獨立業務部門。該業務由一家名為雀巢超級加盟的子公司運營，該公司總部位於瑞士沃韦。

## 產品
冰淇淋的主要生產地是瑞士，中東的清真生產Halal在埃及雀巢工廠進行。挪威和紐西蘭是兩個持牌機構合作夥伴，確保當地生產的唯一兩個國家。除了已經取代糖的葡萄糖漿之外，冰淇淋須具有“無人造添加劑或顏色”的原則。

## 遍布全球
莫凡彼冰淇淋在全球30多個國家銷售。於高級飯店、餐廳、百貨商場等販售。台灣莫凡彼冰淇淋由百富通集團子公司百錄代理。

## 資料來源
1. ↑  .   [2014-01-20]. （原始内容存档于2014-02-01）.
2. ↑  莫凡彼. . http://www.mvp-icecream.com.tw/.

## 外部連結
- 官方网站